# Parupeneus
Parupeneus – rodzaj ryb z rodziny barwenowatych (Mullidae).

## Klasyfikacja
Gatunki zaliczane do tego rodzaju:
| - Parupeneus angulatus - Parupeneus barberinoides - Parupeneus barberinus – sułtanka barberyna - Parupeneus biaculeatus - Parupeneus chrysonemus - Parupeneus chrysopleuron - Parupeneus ciliatus - Parupeneus crassilabris - Parupeneus cyclostomus - Parupeneus diagonalis - Parupeneus forsskali – barwena ognista | - Parupeneus fraserorum - Parupeneus heptacanthus - Parupeneus indicus – sułtanka indyjska - Parupeneus insularis - Parupeneus jansenii - Parupeneus louise - Parupeneus macronemus - Parupeneus margaritatus - Parupeneus minys - Parupeneus moffitti - Parupeneus multifasciatus | - Parupeneus nansen - Parupeneus orientalis - Parupeneus pleurostigma - Parupeneus porphyreus - Parupeneus posteli - Parupeneus procerigena - Parupeneus rubescens - Parupeneus seychellensis - Parupeneus spilurus - Parupeneus trifasciatus |

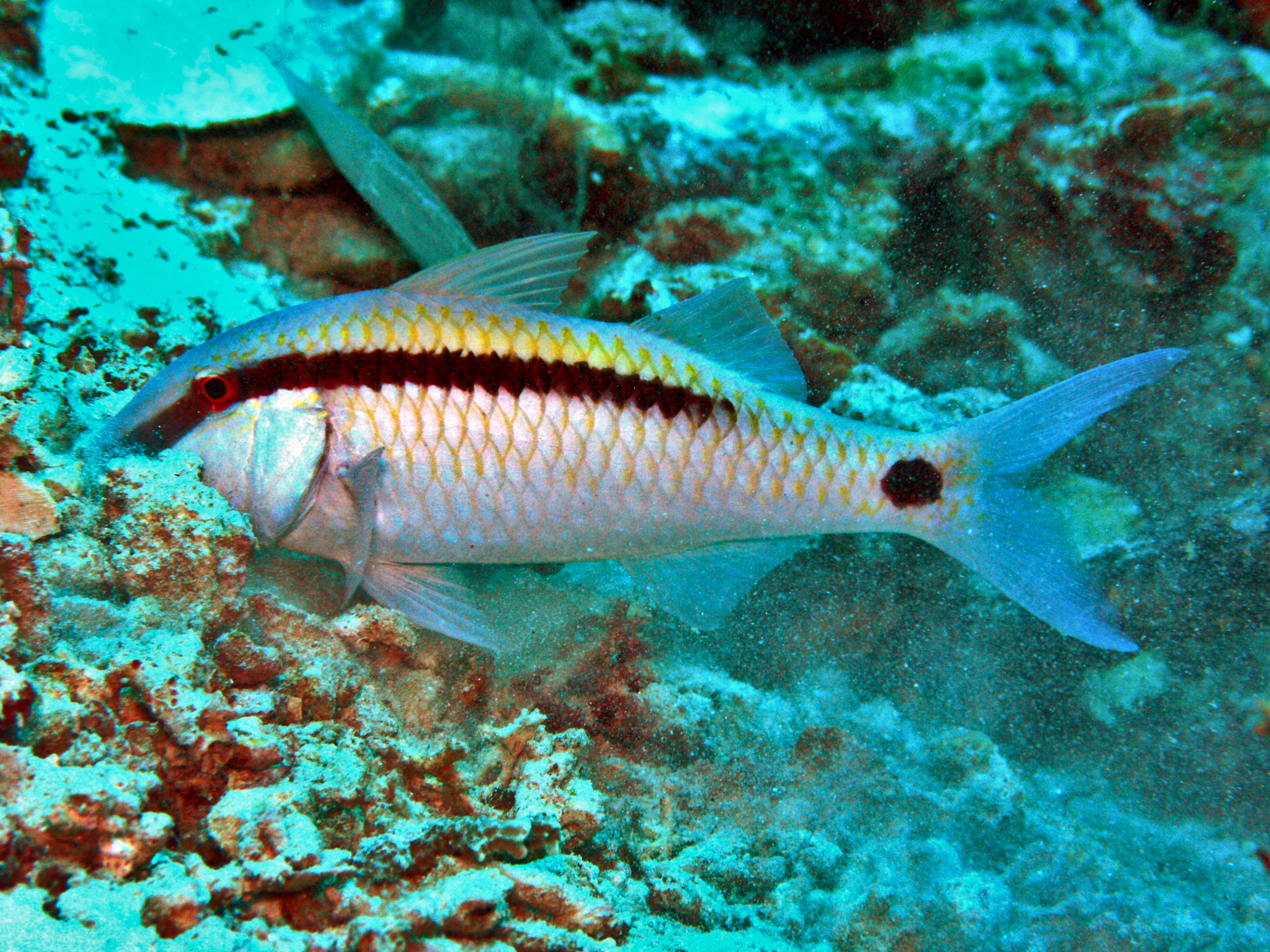
Parupeneus barberinus
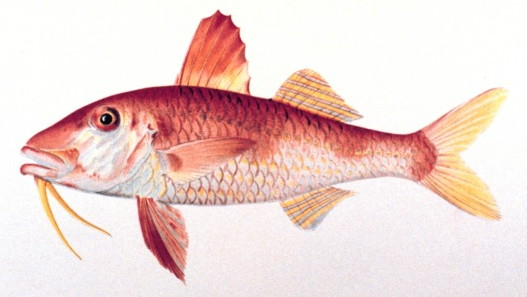
Parupeneus chrysonemus
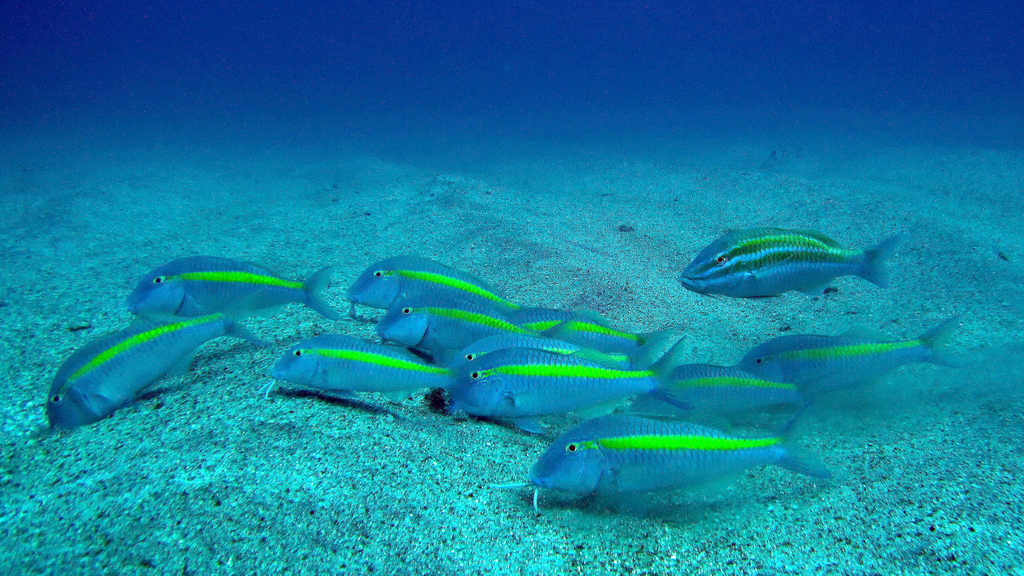
Parupeneus chrysopleuron
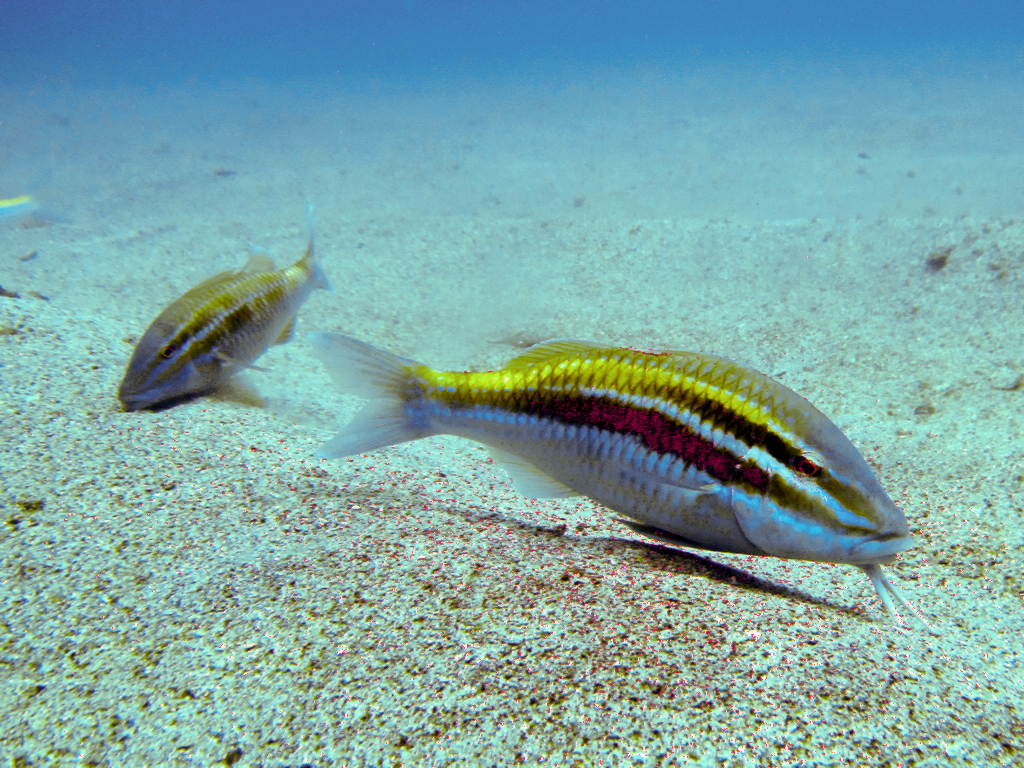
Parupeneus ciliatus
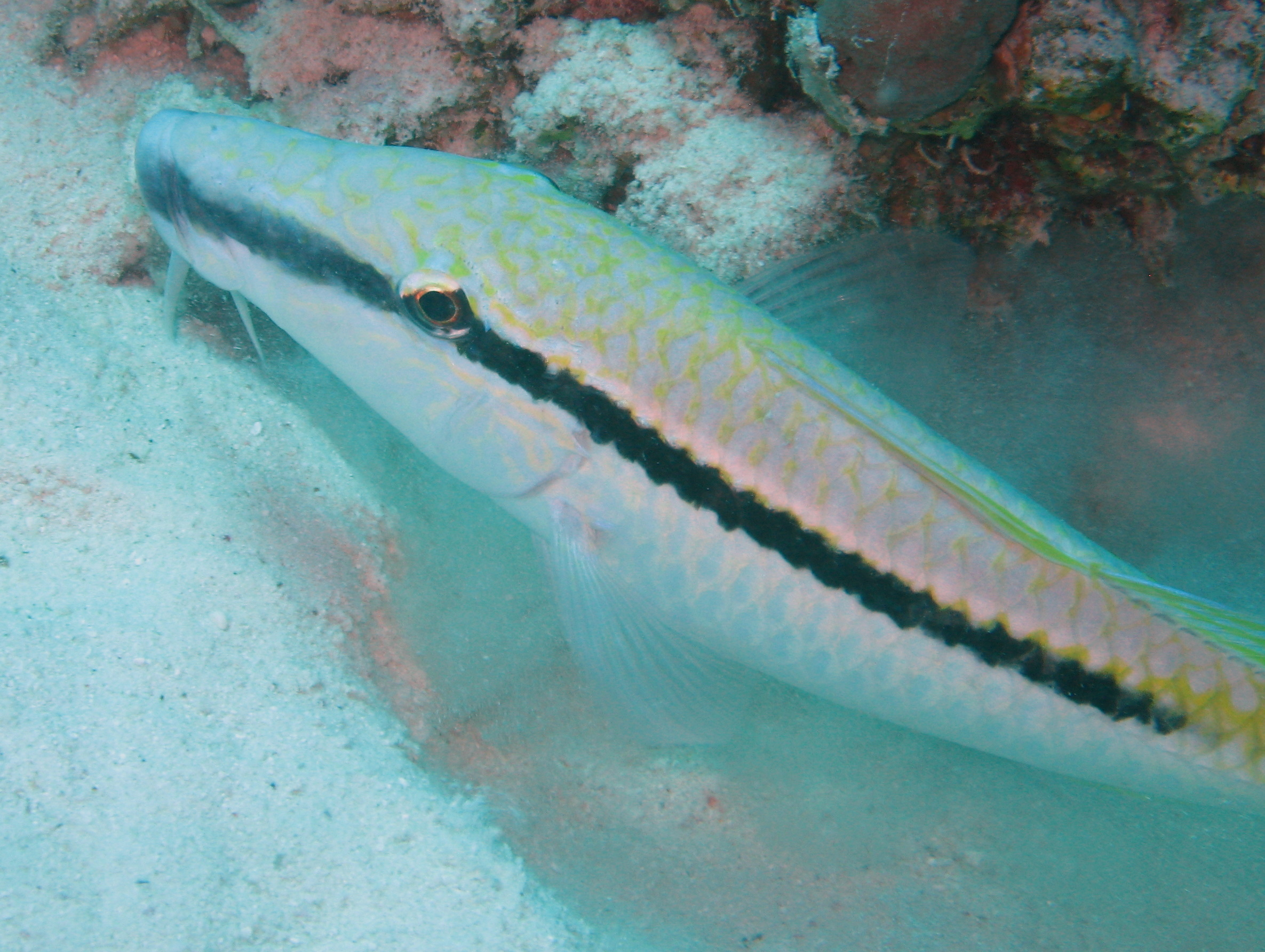
Parupeneus forsskali
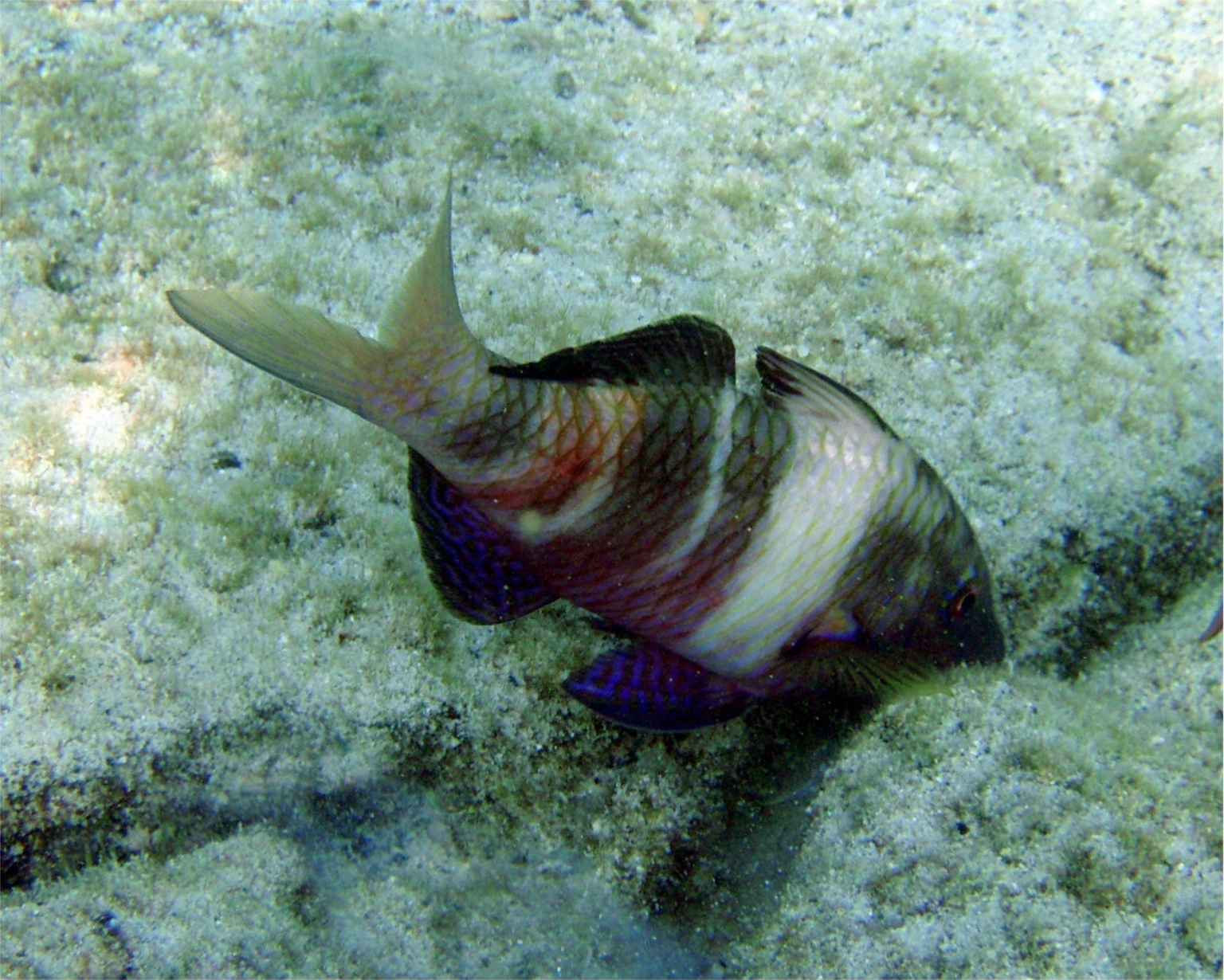
Parupeneus insularis
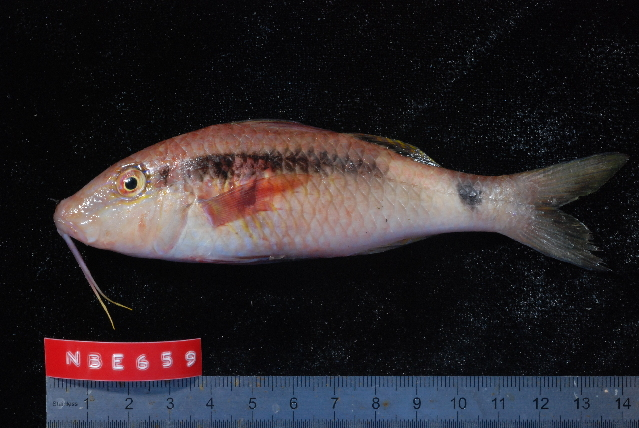
Parupeneus macronemus
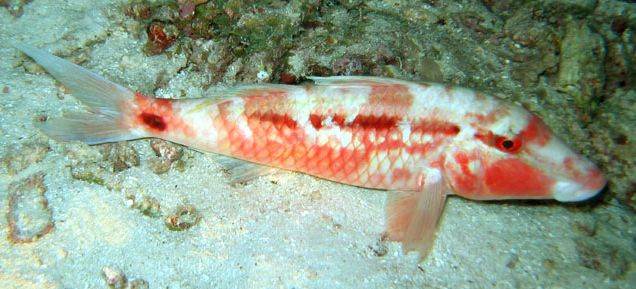
Parupeneus margaritatus
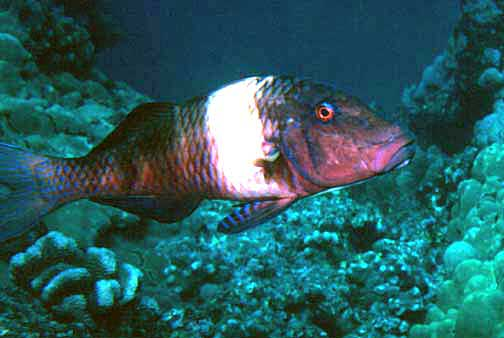
Parupeneus multifasciatus
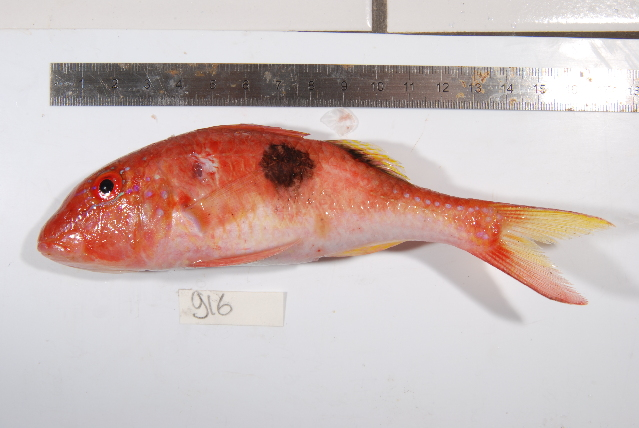
Parupeneus pleurostigma
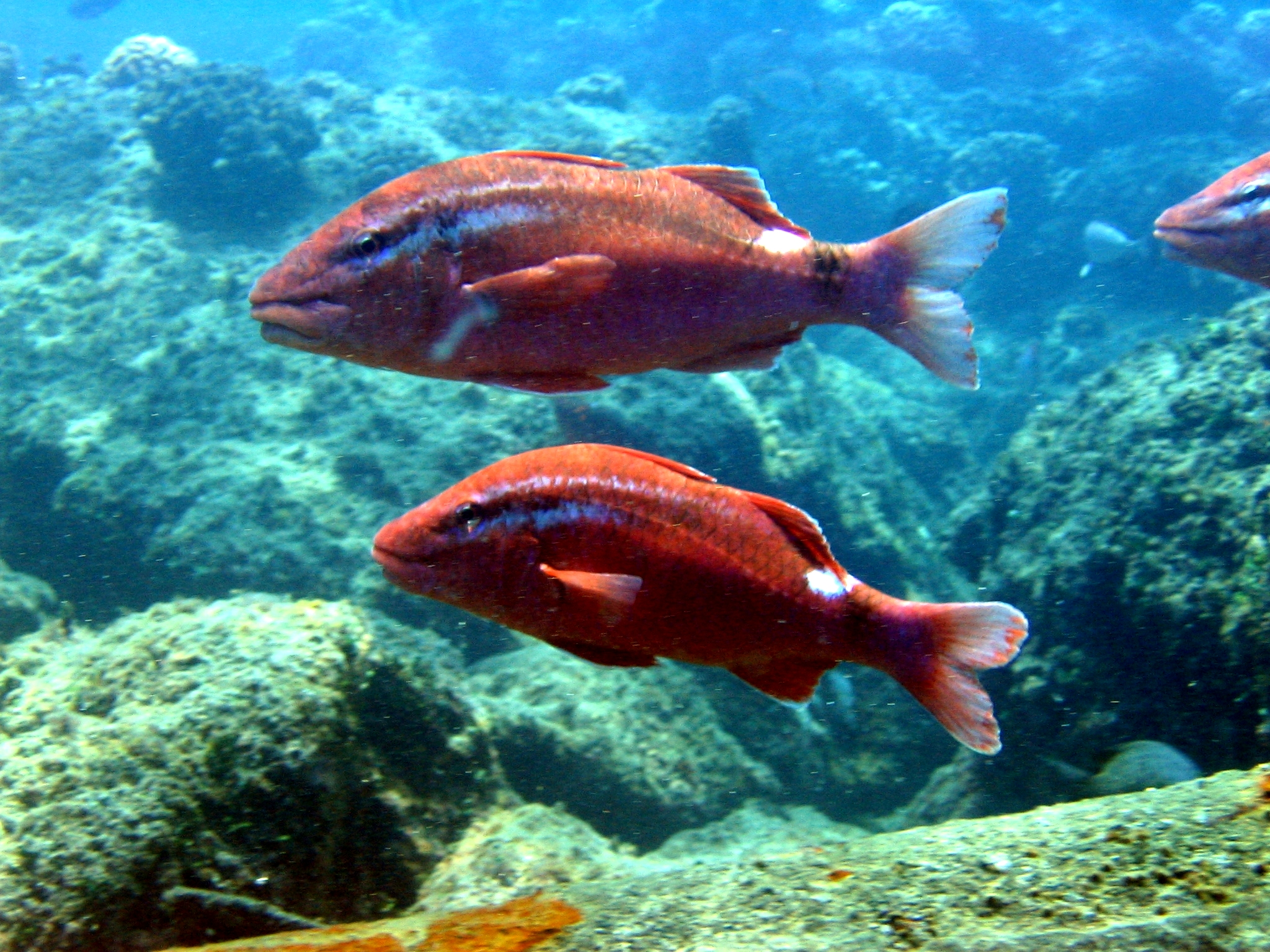
Parupeneus porphyreus
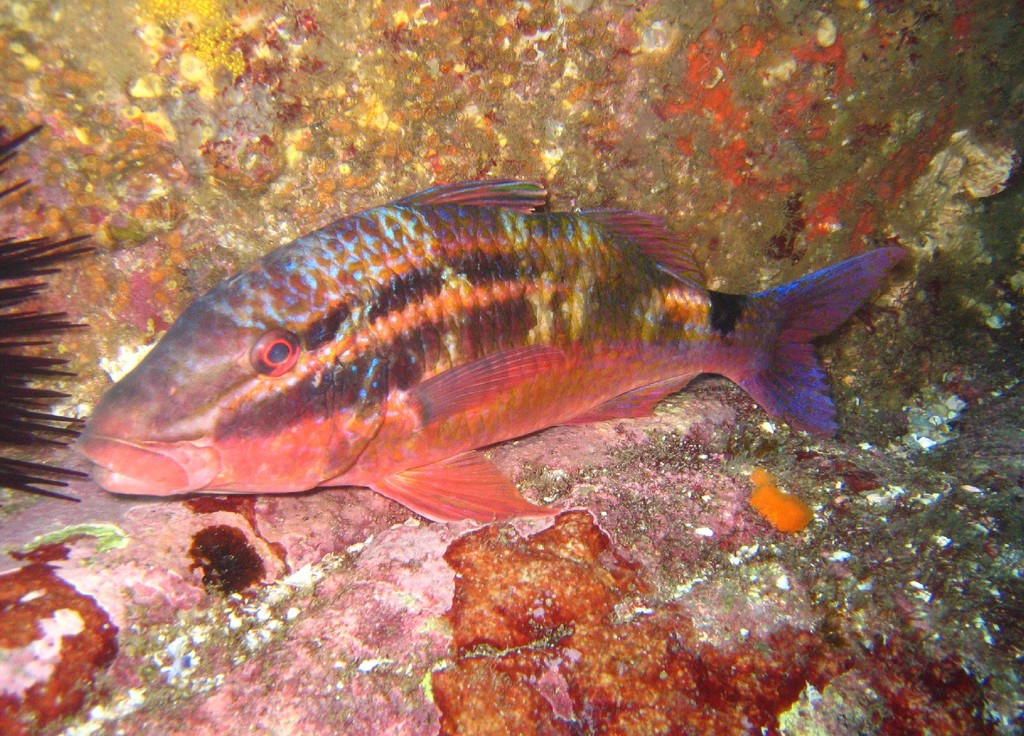
Parupeneus spilurus
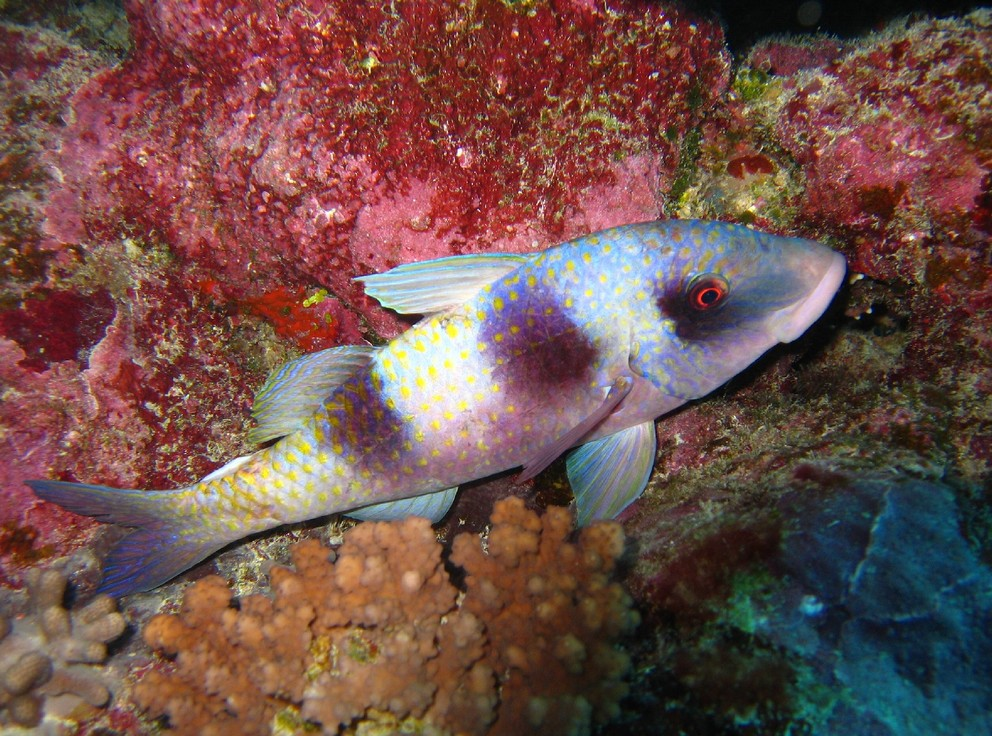
Parupeneus trifasciatus